# Neil Cochran
Neil Cochran (n. 12 aprilie 1965, Torphins⁠(d), Aberdeenshire, Scoția, Regatul Unit) este un înotător ce a reprezentat Regatul Unit al Marii Britanii și al Irlandei de Nord, medaliat olimpic. A participat la 2 ediții ale Jocurilor Olimpice (1984, 1988) în care a câștigat 3 medalii de bronz.